# Dorivaldo Francisco
Dorivaldo Francisco est un gardien international angolais de rink hockey. 

## Parcours
Il évolue à Petro de Luanda en 2019. 

## Palmarès
En 2019, il participe pour la première fois à un championnat du monde de rink hockey en Espagne.